# Antonio Allocca
Antonio Allocca (né le 24 juin 1937 à Portici et mort le 31 décembre 2013  à Marcianise) est un acteur italien.

## Biographie
Antonio Allocca commence comme acteur dès 1956. En 1958, après avoir gagné un concours organisé par Eduardo De Filippo, il se produit au Petit théâtre de Milan dans Pulcinella in cerca della sua fortuna per Napoli. En 1962, il débute dans deux adaptations du cinéma à la télévision, Ditegli sempre di sì (it) et Naples millionnaire (Napoli milionaria), tous deux de Eduardo De Filippo.
Il alterne le théâtre et le cinéma. Au théâtre, il se retrouve à travailler avec des acteurs du calibre de Nino Taranto (il restera plus de 10 ans dans sa compagnie), Erminio Macario, Ugo Tognazzi, Gian Maria Volontè, Paolo Villaggio, Mario Scaccia, Renato Pozzetto, Luciano Salce, Steno, Nanni Loy et Luciano De Crescenzo.
Il débute au cinéma en 1974 dans Farfallon (it), réalisé par Riccardo Pazzaglia, et depuis figure dans de nombreux films dans des rôles d'appoint. En 1988, il participe au film policier pour enfants Operazione Pappagallo du réalisateur romain Marco Di Tillo, sur une mise en scène de Piero Chiambretti (it), Claudio Delle Fratte et Marco Di Tillo (it). Il fait également de la télévision, avec les trois saisons de I ragazzi della 3ª C (it) où il joue l'inflexible professeur d'italien.
En 1995, il reçoit un prix pour sa carrière, le Prix Antonio De Curtis, mention spéciale, du Conseil de présidence pour le théâtre.
En 1998-1999, il collabore au théâtre avec le metteur en scène Arnolfo Petri, interprétant L'Hôtel du libre échange de Georges Feydeau et Gran varietà Portorico du même Arnolfo Petri.
Il meurt le 31 décembre 2013 à l'âge de 76 ans dans sa maison de Marcianise, dans la province de Caserte, où il s'était établi. Dans ce village, en collaboration avec Isaia Fuschetti, il avait tenu un cours de théâtre dans les années 1990, auquel avaient participé de nombreux élèves.

## Filmographie
- 1975 : Il cav. Costante Nicosia demoniaco ovvero: Dracula in Brianza de Lucio Fulci
- 1984 : Aurora (Qualcosa di biondo) de Maurizio Ponzi